# What Do You Care What Other People Think?
"What Do You Care What Other People Think?": Further Adventures of a Curious Character (1988) é o segundo de dois livros consistindo em resquícios orais transcritos e editados do físico americano Richard Feynman. Segue 'Deve estar brincando, Sr. Feynman!'
O livro se apresenta como uma série de histórias humorísticas. Produzido enquanto ele enfrentava um câncer, foi o último dos trabalhos autobiográficos de Richard Feynman.
Em um capítulo, ele descreve um experimento onde demonstrou como os Aneis-O nas turbinas do foguete poderiam falhar por conta de baixas temperaturas na manhã do lançamento. Determinou-se que esta falha fora a causa primária da destruição do foguete.
O título do livro foi tirado de uma questão que a esposa do autor costumava expressar quando ele parecia preocupado com a opinião de seus colegas acerca do seu trabalho.